# Kyparissia-bugten
Kyparissia-bugten (græsk: Κυπαρισσιακός Κόλπος, Kyparissiakos Kolpos) er en lang, buet fordybning langs den vestlige kyst af  halvøen Peloponnes i Grækenland.  Den ligger mellem Kap Katakolo i den nordlige ende og Kap Konello (Akra Kounellos) mod syd.  Nær den nordlige yderpunkt ligger byen Pyrgos, med byen Zacharo nær centrum og byen Kyparissia liggende mod den sydlige ende. Floderne Alfeios og Neda løber ud i bugten. Dens sydlige del er også en af de vigtigste ynglepladser for den truede havskilpadde uægte karette (Caretta caretta).
I middelalderen og op til det 19. århundrede var denne krop kendt som Arkadiabugten.